# Faga Laie
Comumente referido como o rei dos reis dos reis, este foi o pai e imperador que deu à luz mansa musa comumente referido como o rei dos reis ou também o homem mais rico de sempre.
```
Agora entrado em detalhes ele foi o gajo mais cold de 1305 onde ele e o seu grupo de jazz rap bumbap (os crias da bahia) invadiram a zona na altura então chamada de terra dos cabeças de alho xoxo ou mais comumente (Angola) e lá encontraram a receita proíbida ou mais comumente referida como receita de muamba.
```

1. ↑  livro de historia de mali